# Harder Digital
HARDER DIGITAL GmbH  je privatno preduzeće iz Nemačke, Voltersdorfu (Woltersdorf ).
Preduzeće je osnovano 1999. godine u severnom delu Nemačke u Voltersdorfu sa osnovnom delatnošću proizvodnja pojačavača slike.
HARDER DIGITAL uspešno sarađuje sa firmama iz 30 zemalja širom sveta i postalo je jedan od vodećih proizvođača u svetu .
Godine 2008. preduzeće je postalo većinski vlasnik preduzeća Harder Digital Sova Niš.
Preduzeće je značajan poslovni partner sa brojnim preduzećima u Srbiji od kojih  pored Harder Digital Sova izdvajamo: Photon Optronics, Sova NVision i Real electronics. 

## Proizvodni program i usluge
Preduzeće se bavi proizvodnjom optoelektronskih komponenti i uređaja.
Pored proizvodnje preduzeće se bavi i razvojem novih proizvoda i tehnologija kao i izradom raznih aplikacija na osnovu zahteva korisnika